# Nintendo
A Nintendo Company, Limited (任天堂株式会社, Nintendó Kabusiki-gaisa) egy japán multinacionális cég. A vállalatot Jamaucsi Fuszadzsiró alapította Kiotóban 1889. szeptember 23-án, eredetileg kézzel készített, ún. hanafuda kártyák gyártására. A 20. század közepén a cég számos piaci szegmensen kísérletezett, például taxi- és szállodaüzemeltetéssel. Az évek során a videójáték-gyártás vált a cég fő profiljává és a játékipar egyik meghatározó szereplője lett. Emellett a Nintendo az amerikai Seattle Mariners baseballcsapat többségi, az Atlanta Hawks kosárlabdacsapatnak pedig kisebbségi tulajdonosa.
A Nintendo a videójáték-piac legrégebbi, máig fennmaradt három nagy videójátékkonzol-gyártó cégének egyike a Microsoft és a Sony mellett. Game Boy Advance és Nintendo DS modelljeinek köszönhetően piacvezető a kézi játékkonzolok gyártásában. 2007. június 30-ig a Nintendo története során 453 millió játékgépet és közel 2,2 milliárd játékprogramot adott el világszerte.

## Történet

### 1889–1956
A Nintendót Jamaucsi Fuszadzsiró egy kicsi japán vállalkozásként indította el az 1889-es év vége fele Nintendo Koppai-ként. A Kiotóban székelő vállalat gyártott és értékesített egy hanafudának hívott kártyajátékot. A kézzel gyártott kártyák hamarosan nagy népszerűségre tettek szert és Jamaucsinak több segédet kellett felvennie, hogy lépést tudjanak tartani a növekvő igényekkel.

### 1956–1975
1956-ban Jamaucsi Hirosi ellátogatott az USA-ba, hogy tárgyalásokat kezdjen a United States Playing Card Companyval, a domináns játékkártyagyártóval az USA-ban. Jamaucsi megdöbbent, amikor rájött, hogy a világ legnagyobb vállalata az ő üzletágában egy kicsi irodát használ. Ez volt a fordulópont, ahol Jamaucsi rájött a játékkártyaüzlet korlátaira. Ezek után hozzáférést nyert a Disney karaktereihez, és rátette őket a játékkártyákra, hogy az eladásokat megnövelje.
1963-ban Jamaucsi átkeresztelte a Nintendo Playing Card Company Limited-et Nintendo Company Limited-re. A vállalat ekkor kezdett el kísérletezni más üzletágakban az újonnan megszerzett tőke felhasználásával. 1963 és 1968 között a Nintendo felállított egy taxivállalatot, egy szerelmiszálloda-láncot, egy tv-csatornát és egy élelmiszeripari vállalatot, és több különböző terméket is gyártott (például egy játéktávirányítóval irányított porszívót, melynek Chiritory volt a neve, és ami szerepelt a WarioWare, Inc.: Mega Microgame$ játékban 2003-ban). Ezek közül a vállalkozások közül mindegyik megbukott, a játékkártyagyártást kivéve, ahol a korábbi játékkártyák gyártása okán rendelkeztek egy kevés tapasztalattal. A Tokiói Olimpia után a játékkártya-eladások száma lecsökkent, és ezzel a Nintendo nehéz helyzetbe került.
Több adósság terhe alatt a Nintendo küzdött, hogy életben maradjon a japán játékiparban; ami még mindig kicsi volt ekkor és már jól elfogadott vállalatok uralták (mint például a Bandai vagy a Tomy). A játékok rövid életciklusa miatt a vállalatnak mindig új termékötletekkel kellett előállniuk. Ez egy új, jelentős korszak kezdete a Nintendónak.
1970-ben, mikor Jamaucsi Hirosi megfigyelt egy Nintendo hanafuda-gyárat, észrevett egy kinyújtható kart, amit az egyik karbantartási mérnök, Jokoi Gunpej készített a saját szórakozására. Jamaucsi megparancsolta Jokoinak, hogy fejlessze ezt ki termékként a karácsonyi szezonra. Az Ultra Hand sikeres volt, és hozzávetőlegesen 1,2 millió darab kelt el belőle. Jokoit hamarosan termékfejlesztőnek léptették elő.
Az 1970-es évek alatt fogadták fel Mijamoto Sigeru-t is, azt az embert, aki (Jokoival egyetemben) a játékvilágban élő legendává vált. Az ő kreatív látása fontos szerepet játszott azon útvonal megtalálásában, mely a Nintendo és az egész videójátékipar jövőjét megmutatta. Jokoi ez idő alatt mentora volt Mijamotonak, és megtanította neki mindazt, amit tudott.

### 1975-től napjainkig
A Nintendo ekkoriban kezdett el fantáziát látni a videójáték-piacban. Akkoriban azonban az otthoni konzolok rendkívül ritkák voltak, és még az Atari PONG konzolja se volt piacon. A Nintendo első lépésként megszerezte a Magnavox Odyssey (egy akkoriban híres DVD-lejátszó gyártó, a Magnavox termékének) eladásának jogát Japánban 1975-ben.
A Nintendo első játéktermi játéka a Computer Othello volt 1978-ban, amit az elkövetkező években több tucatnyi követett; a Radar Scope és Donkey Kong a leghíresebb ezek között. Az 1980-as évek elején alkotta meg a Nintendo (Jokoi által vezetett) videójáték-részlege a játéktermi játékai közül a leghíresebbeket. A nagy népszerűségnek örvendő Donkey Kong-ot Mijamoto alkotta meg 1981-ben. Ekkor jelent meg a játéktermekben, és nem sokkal később az Atari 2600, az Intellivision és a ColecoVision videójáték-konzolokon (bár a Nintendo nem volt bevonva a portok készítésébe, ami a minőségen meg is látszott). Ezt a kiadási módszert több későbbi Nintendo játék követte ebben az időszakban, beleértve az eredeti Mario Bros.-t (nem összekeverendő a későbbi Super Mario Bros.-szal).
Ezen felül a Nintendo belekóstolt a kézi konzolok üzletágába is a Game & Watch nevű játékkal. Később, 1985-ben a Nintendo kiadta Nintendo Entertainment System-nek (NES) nevezett gépét, ami később megdöntötte a leghosszabb ideig gyártott videojátékkonzol világrekordját. Később a Nintendo folytatta a kézi konzolok gyártását a szintén sikeres Game Boy-jal. A Nintendo később tovább folytatta ezen két termékvonalának frissítését, amivel elérte azt, hogy az egyik legyen a világ legismertebb videójáték-gyártói közül.

## Termékei

### Otthoni konzolok
Color TV-Game

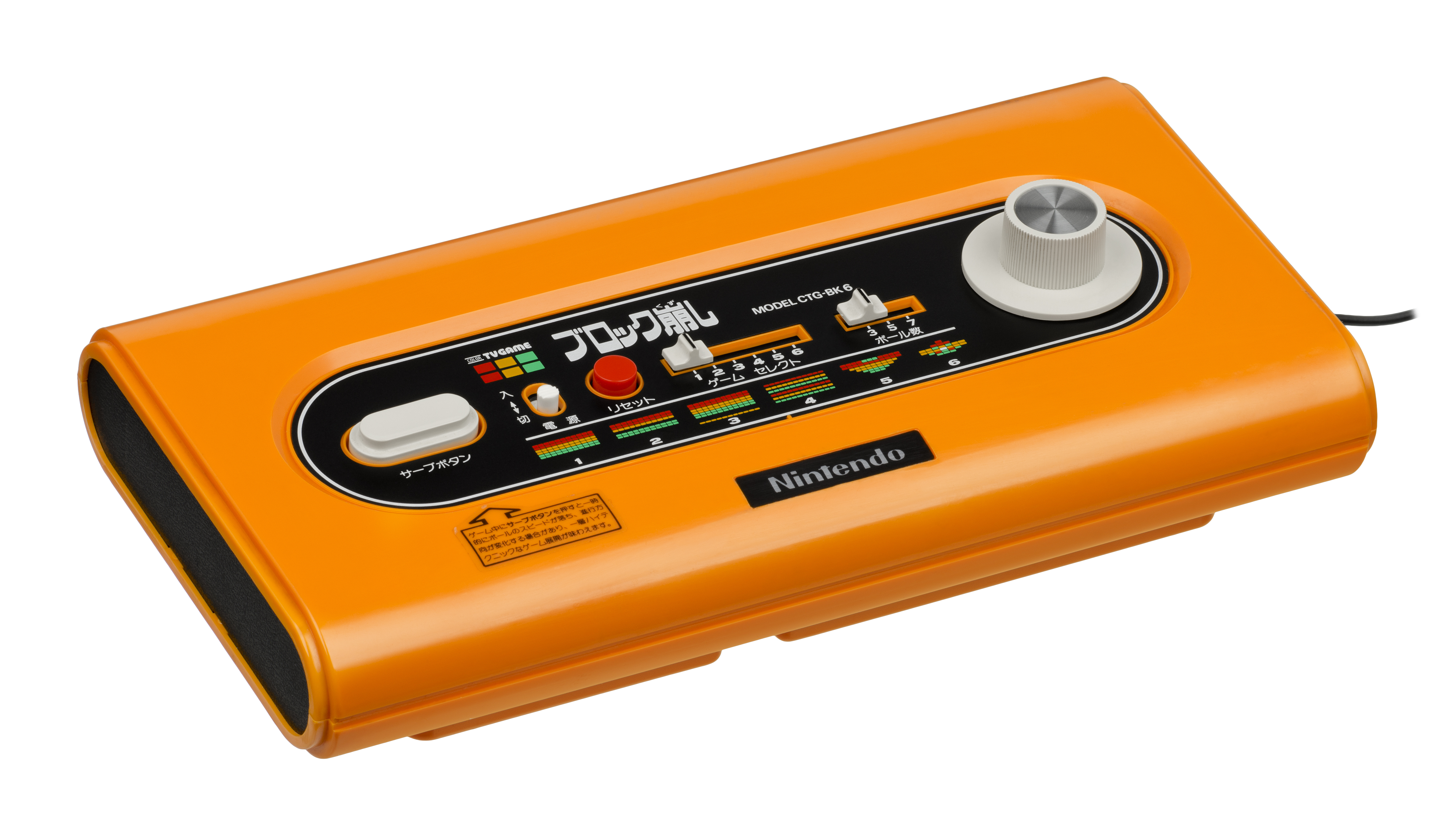
A Nintendo első konzolja

A Color TV-Game egy dedikált konzol-sorozat, aminek első tagját 1977-ben adta ki a Nintendo csak Japánban. Ez volt a cég első videójáték-konzolja, amit a Mitsubishivel együtt gyártott. Az első konzolgeneráció legsikeresebb tagjaként 3 millió példány kelt el. A konzol több változatban is megjelent, az első kiadás a Pong játék különböző változatait futtatta, más konzolváltozatok más játékokat. A konzolból ötféle változat készült, mindegyik képes baby elemről és adapterről működni. A későbbi változatok újításai a levehető kontroller, fejlettebb játékok és az egyik változatnál a kormány.
Nintendo Entertainment System

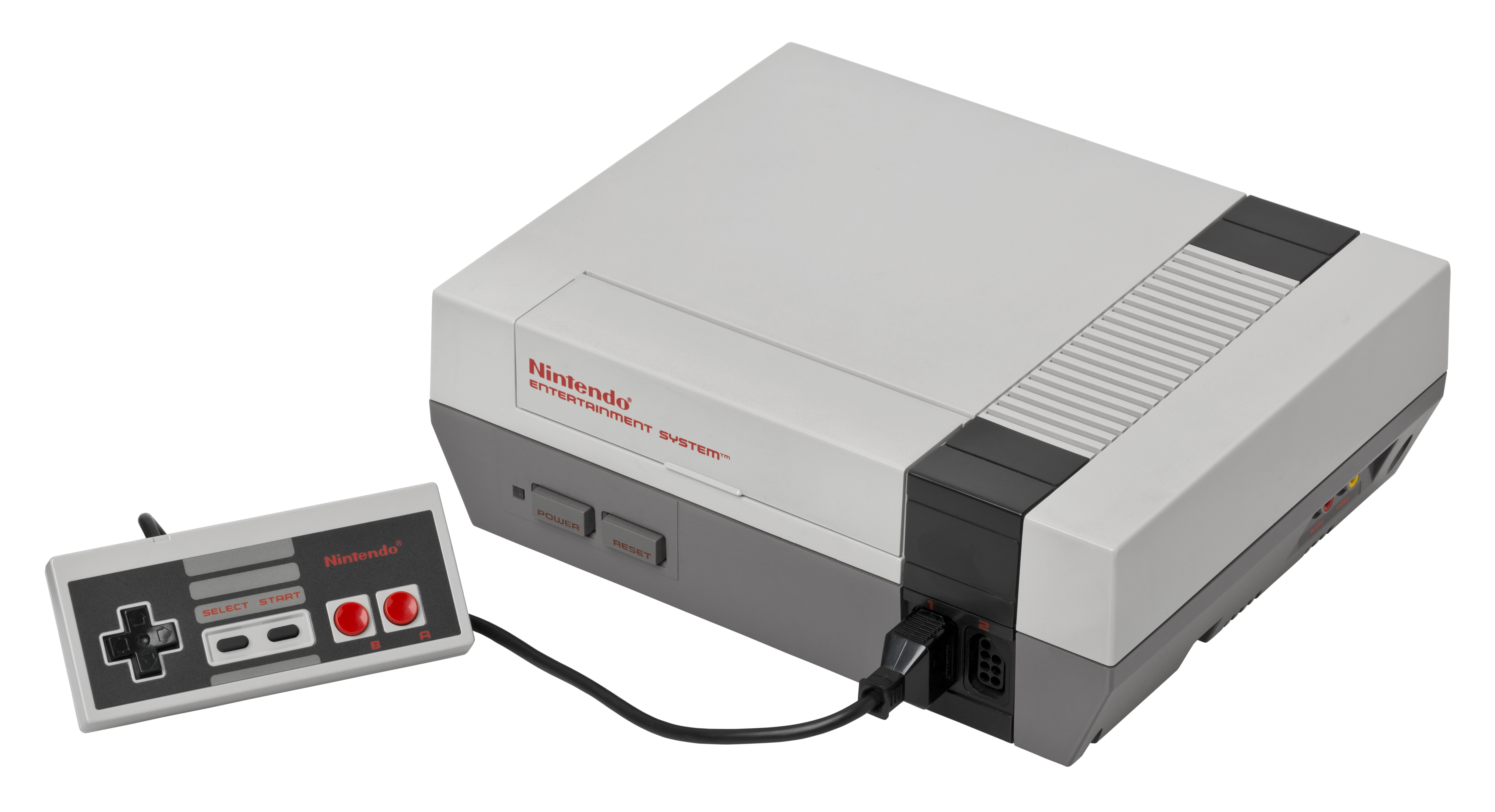
A NES volt a Nintendo első nemzetközi sikere a konzolpiacon

A Nintendo Entertainment System (röviden NES) volt a Nintendo első nemzetközi piacra szánt   otthoni videójáték-konzolja, amit 1983-ban adott ki Japánban, 1985-ben Észak-Amerikában és 1986-ban illetve 1987-ben Európában. Japánban Family Computer néven forgalmazták. A harmadik konzolgeneráció legtöbb példányban elkelt konzolja volt 61 millió darabbal. A videójáték-piac 1983-as összeomlása után egy új üzleti modellel lépett a piacra, aminek lényege az volt, hogy a külső videójáték-fejlesztőknek engedélyezte a konzolára a játékok megjelentetését. Ezen a konzolon jelent meg a Super Mario sorozat első tagja, a Super Mario Bros., ami máig a legtöbb példányban eladott játékok között szerepel.
Super Nintendo Entertainment System

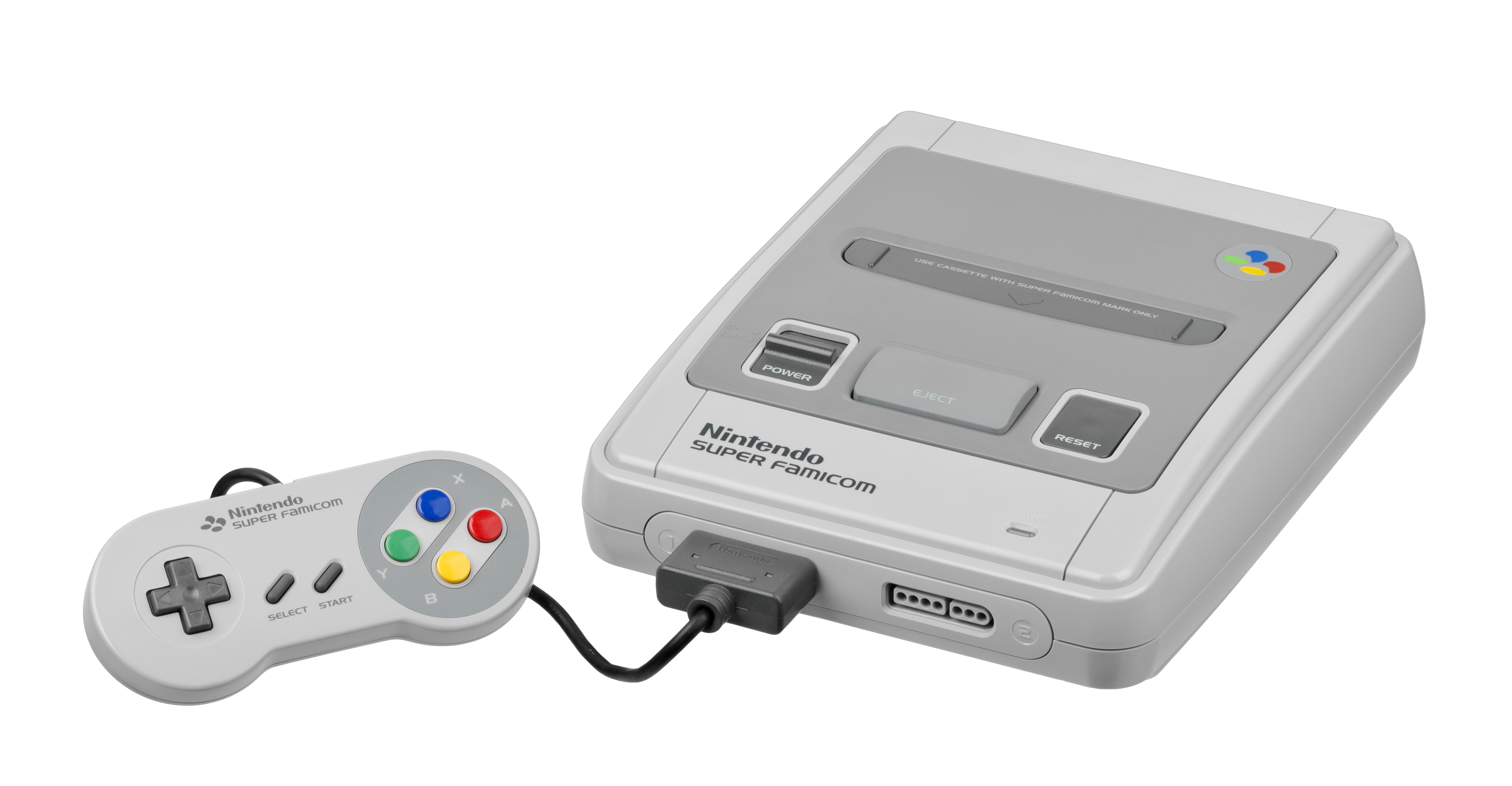
A NES utódja, a Super Nintendo Entertainment System

A Super Nintendo Entertainment System (röviden Super NES vagy SNES) a Nintendo második nemzetközi piacra szánt, 16 bites konzolja, a Nintendo Entertainment System utódja. Az elődhöz képest fejlettebb grafikai és hangképességekkel rendelkezett. A SNES 1990-ben jelent meg Japánban, 1991-ben Észak-Amerikában és 1992-ben Európában. A kazettába épített Super FX chip lehetővé tette az akkoriban még nem gyakran előforduló 3D-s grafikát. Az egyik 1993-ban megjelent, fejlett grafikájú 3D-s játék a Starwing. A konzol a negyedik konzolgeneráció legtöbb példányban eladott tagja, 49,10 millió darabbal. A Nintendo Entertainment Systemből az előző generációs Nintendo Entertainment Systemhez képes kevesebb fogyott a konkurens Sega Mega Drive nevű konzolja miatt.
Nintendo 64

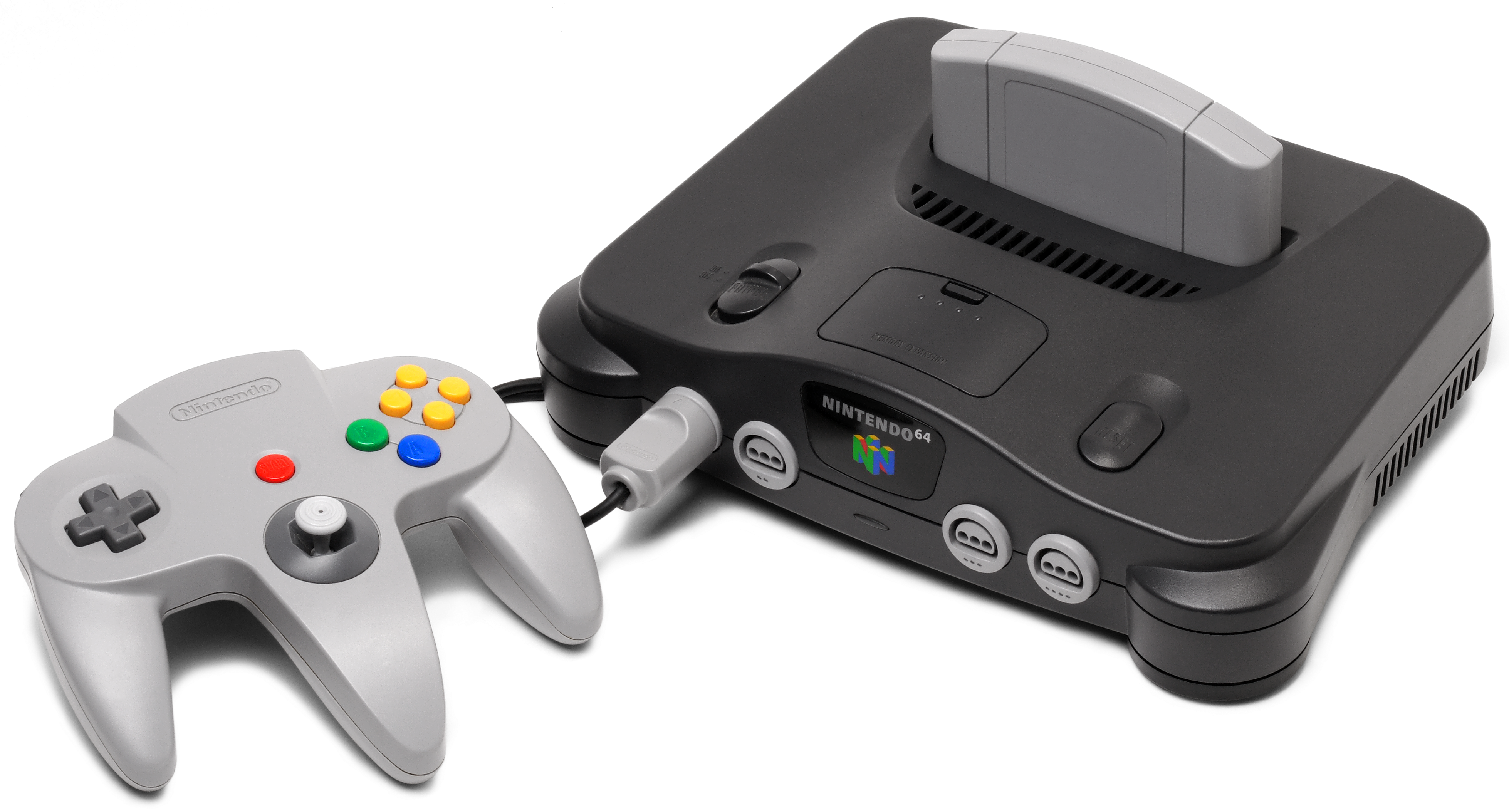
A Nintendo 64 volt a Nintendo első 3D-s grafikát használó konzolja

A Nintendo 64 (röviden N64) a Nintendo harmadik otthoni videójáték-konzolja, az első 64 bites konzol a piacon. 1996-ban jelent meg Japánban és Észak-Amerikában és 1997-ben Európában. A konzol fejlett grafikai képességekkel rendelkezett, de még mindig ROM-kazettát alkalmazott a játékok tárolására az akkori elterjedő CD helyett. Az N64 sok, a mai konzolokban sztenderdnek számított újítást hozott, például a kontrollerbe helyezhető Rumble Paket, ami vibrációval jelzett vissza a játékosnak a játékélményt valóságosabbá téve. A Nintendo 64-hez megjelent egy periféria, a 64DD, ami lehetővé tette a mágneses lemezek lejátszását és az internet-hozzáférést a konzolon. A 64DD 1999-ben jelent meg kizárólag Japánban, és csak 9 játék jelent meg rá. A konzol az ötödik konzolgeneráció második legtöbb példányban eladott konzolja 32,93 millióval. A Nintendo elvesztette a vezető szerepét a videójáték-piacon a konkurens Sony Playstation magasabb eladásai miatt. A Nintendo 64 hardvere alapján készült egy videójáték-konzol iQue Player néven, ami Kínában jelent meg 2003-ban.
Nintendo GameCube

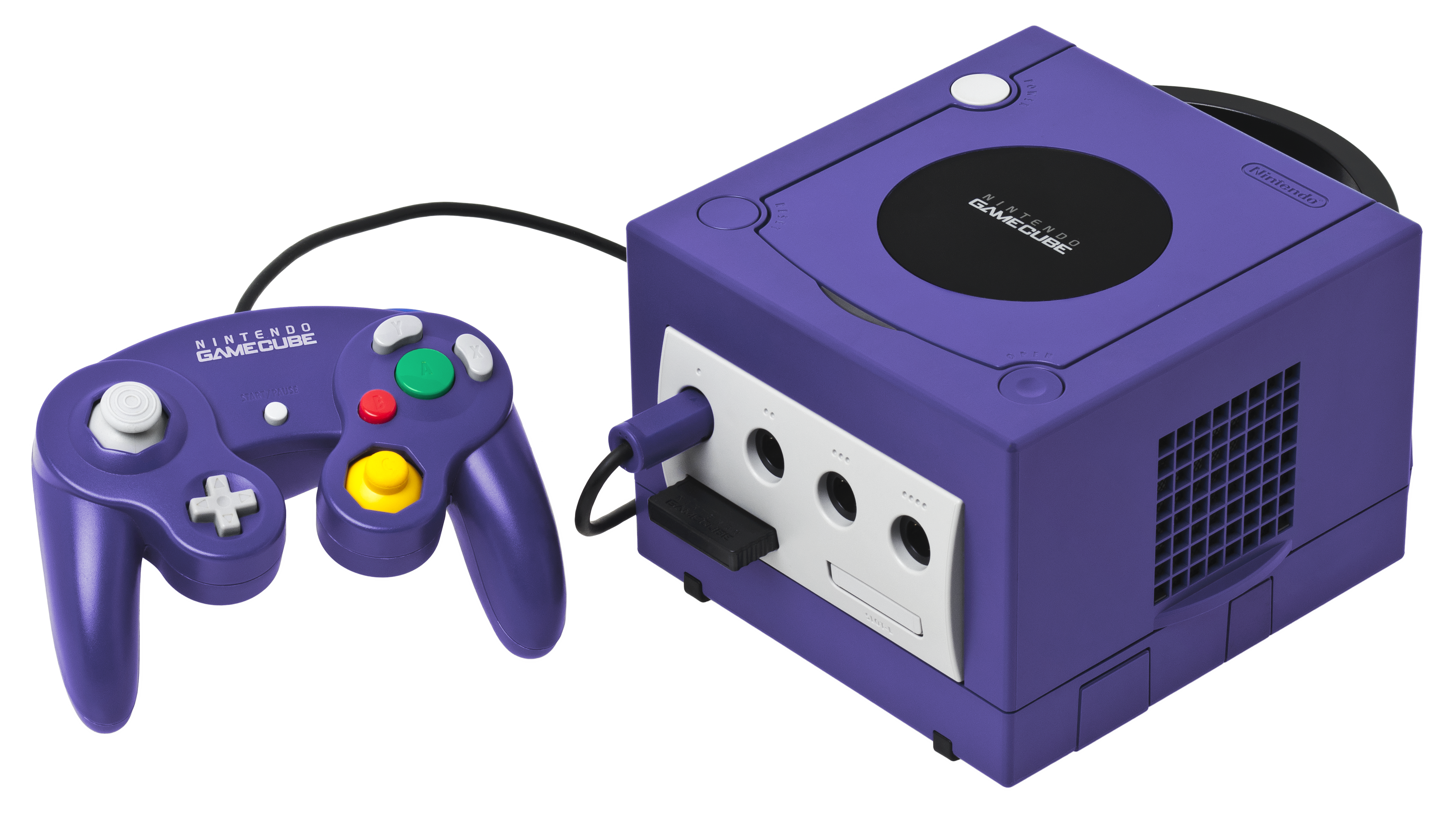
A GameCube már optikai lemezt (Mini-DVD-t) használt ROM-kazetta helyett

A Nintendo GameCube (röviden GCN) a Nintendo hatodik generációs játékkonzolja, ugyanahhoz a nemzedékhez tartozik, mint a Sega Dreamcast, a Sony PlayStation 2, és a Microsoft Xbox. A konzolt a SpaceWorld kiállításon mutatták be 2000-ben, a tervezési fázisban Dolphin-nek nevezték. A GameCube a legkompaktabb és legolcsóbb a hatodik generációs konzolok közül. A GameCube az első a Nintendo konzoljai közül, mely optikai adattárolót (Nintendo GameCube Game Disc-et) használ kártyák és kazetták helyett. Egy megállapodás az optikai meghajtókat gyártó Matsushita-val egy DVD lejátszására alkalmas GameCube-hoz vezetett, a Panasonic Q-hoz, melyet csak Japánban adtak ki. A Nintendo GameCube-ból 2007. március 31-ig 21,59 millió darab kelt el.
Wii

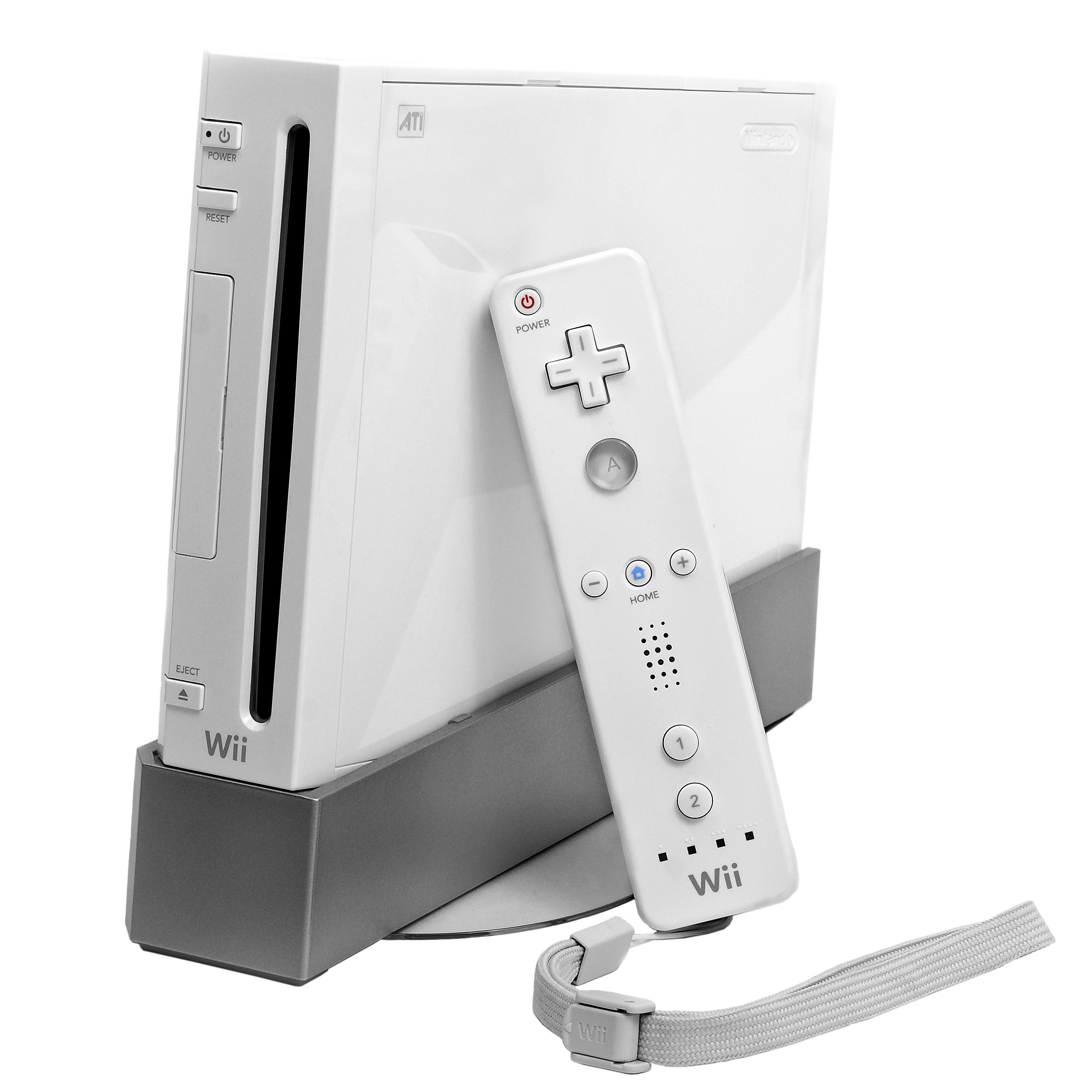
A Nintendo legtöbb példányban elkelt konzolja a Wii, aminek újdonsága a mozgásvezérlés volt

A Wii (kiejtve IPA: [wiː]) a Nintendo által gyártott következő játékkonzol. A konzol korábbi kódneve Revolution (Forradalom) volt, valamint ez a konzol a Nintendo GameCube utódja. Különleges tulajdonsága, hogy a játék vezérlője vezeték nélküli és távirányítóra hasonlít, melyet Wii Remote-nak (vagy rövidebben WiiMote-nak) neveznek. A játék használatakor ezt az eszközt kézben kell tartani, és a játék eseményének megfelelően 3D-s mozgásokat lehet vele végezni. A konzol másik sajátossága, hogy WiiConnect24 kiegészítő szolgáltatás tartozik hozzá, ami lehetővé teszi, hogy üzeneteket fogadjunk és aktuális frissítéseket töltsünk le a konzolra az internet segítségével.
Wii U

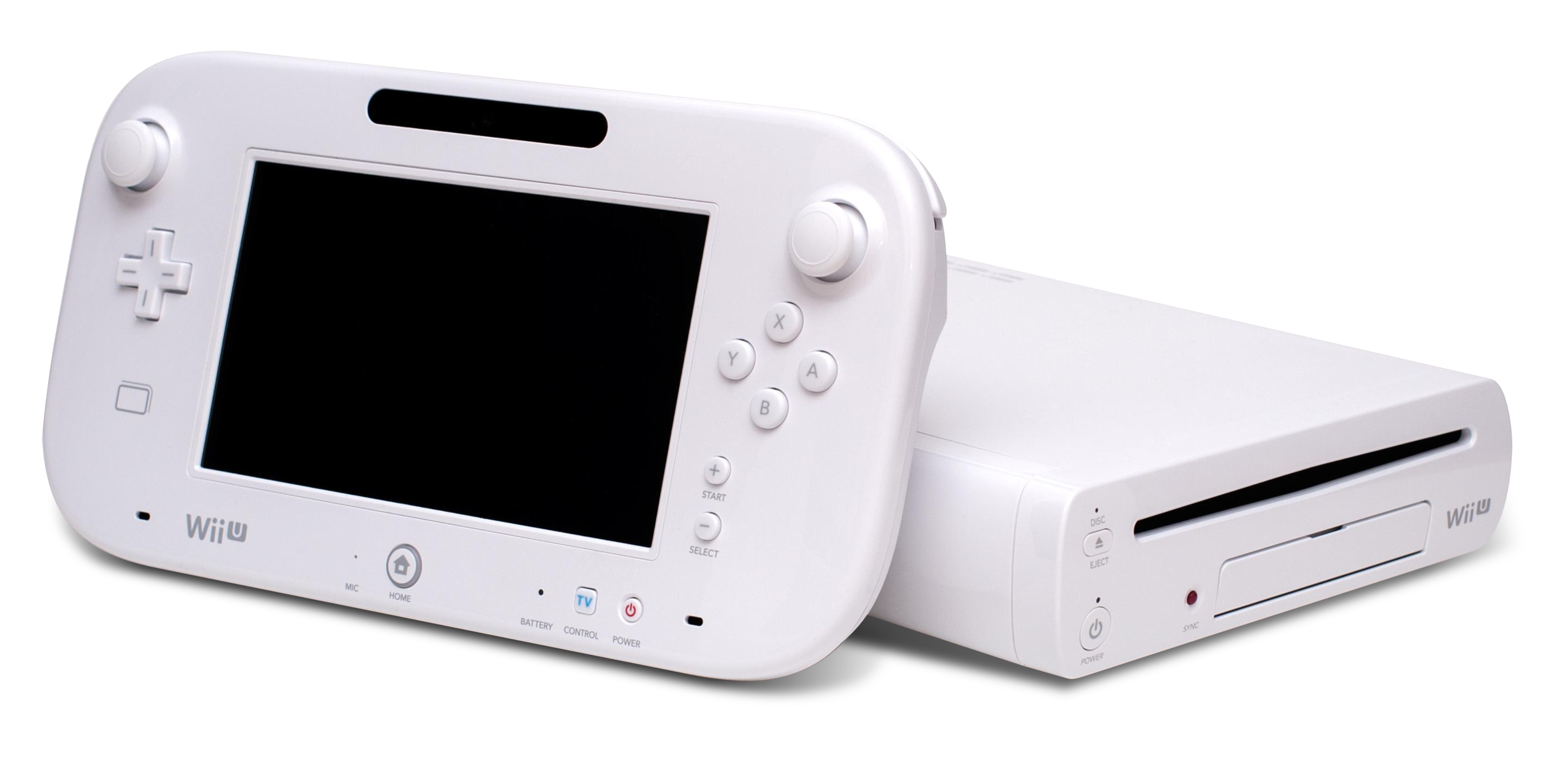
A Wii utódja a Wii U volt, ami már HD felbontásban tudott játékokat futtatni

A Wii U a Nintendo nyolcadik generációs otthoni videójáték-konzolja. Az újítása a kontrollerbe épített kijelző, amivel a televízió nélkül is lehet használni a konzolt. A Wii U-ból 13,56 millió darab kelt el, hogy miért ilyen kevés, azt nem nem tudni.
Nintendo Switch

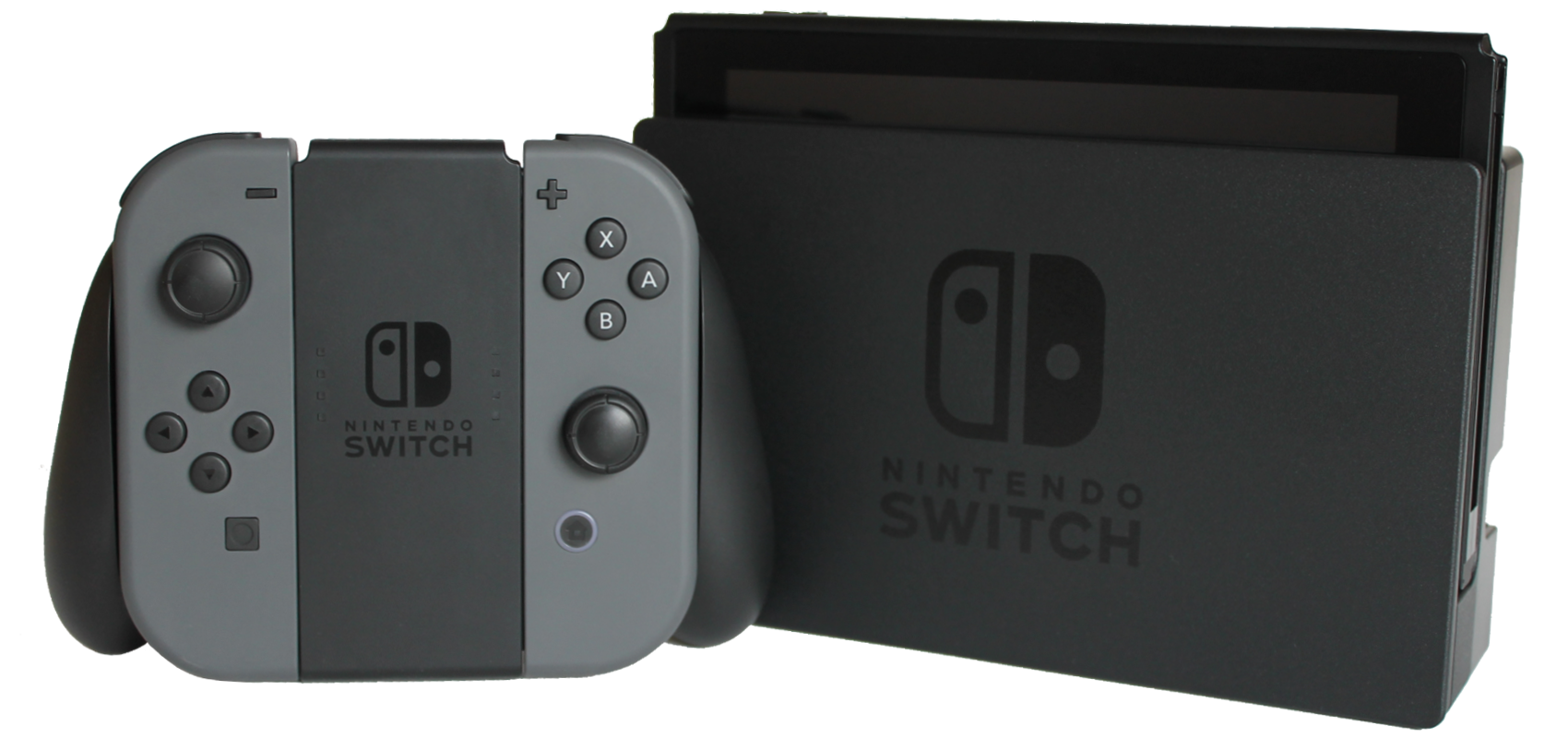
A Nintendo Switch az első hibrid konzol, ami hordozható, de otthoni használatra is alkalmas

A 2017-ben megjelent Nintendo Switch a Nintendo második legújabb videójáték-konzolja, ami egy "hibrid" megoldást használ, ami szerint a konzolt a dokkolójából kivéve hordozható konzolként is lehet használni. A Switch 2024 szeptemberi adatok szerint, 146 millió eladott példányával minden idők harmadik legkelendőbb játékkonzolja a PlayStation 2 és a Nintendo DS mögött.
Nintendo Switch 2
A Nintendo Switch 2025-ben megjelent utódja.

### Hordozható konzolok
Game & Watch
A Game & Watch sorozatot 1980–1991 között gyártotta a Nintendo. A legtöbb változatban egyetlen játék volt két nehézségi szinttel, ami között az A vagy B gombbal lehetett választani.
Game Boy
A Game Boy a világon a legnagyobb mennyiségben eladott játékkonzol, az összesített eladások 2008-ra túlszárnyalták a 200 milliót. A konzol több kiadást is megért.
Virtual Boy
A Nintendo egyik hordozható konzolja, ami képes volt megjeleníteni "valódi 3D grafikát". 1995. július 21-én lett kiadva, de a gyenge eladások miatt csupán néhány hónapig volt forgalomban.
Game Boy Color
Game Boy Advance
Nintendo DS
- Nintendo DS – A Nintendo előző hordozható konzolsorozatának első tagja. Két képernyője van (erre utal az is, hogy neve a Double Screen rövidítése), melyek közül az alsó egy érintőképernyő, ezen kívül beépített mikrofon és Wi-Fi vevő is található benne.
- Nintendo DS Lite – Abban különbözik elődjétől, hogy kisebb, szebb és erősebb a fénye.
- Nintendo DSi – Továbbfejlesztett változat, melyet 2008. november 1-jén mutatták be (Japánban), aminek többek között két beépített kamerája, nagyobb képernyője, beépített internet böngészője és SD kártya olvasója is van. Ez a változat (és a későbbiek) már nem képes használni a Gameboy Advance játékkártyáit.
- Nintendo DSi XL – A DSi nagyobb (4,3") kijelzővel rendelkező változata. Japánban Nintendo DSi LL néven jelent meg.

Nintendo 3DS
A Nintendo legújabb kézi konzolja 2011-ben jelent meg az elődeihez képest lényegesen erősebb hardverrel.